# Nijō Yoshitada
Nijō Yoshitada (二条 吉忠?   1689 – 1737) fue un kuge (cortesano) que actuó de regente durante la era Edo. Fue hijo del regente Nijō Tsunahira.

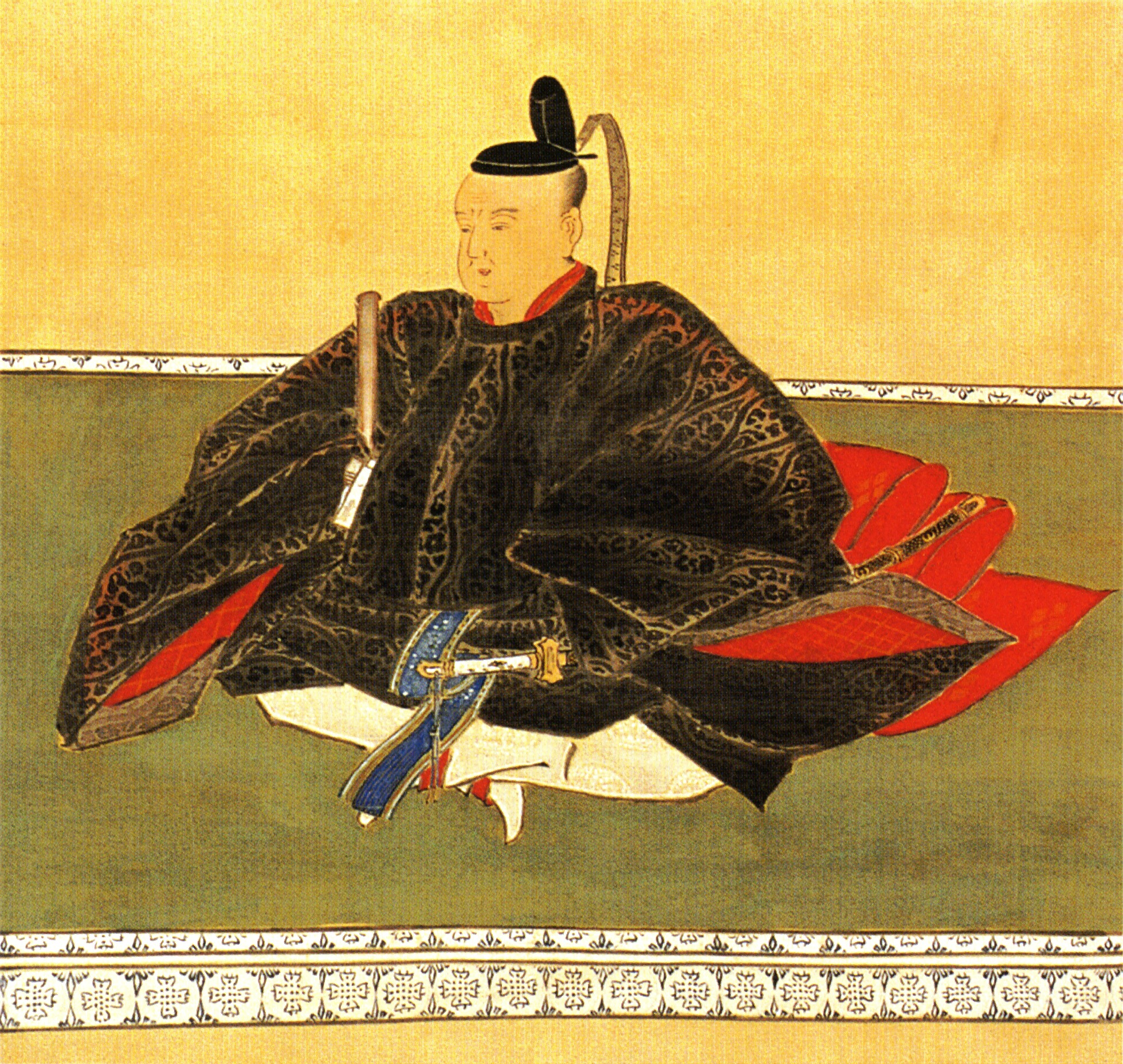
Nijō Yoshitada

Ocupó la posición de kanpaku del Emperador Sakuramachi entre 1736 y 1737.
Contrajo matrimonio con una hija del cuarto líder del Kaga han Maeda Tsunanori. Entre sus hijos están Nijō Munehira y una consorte del Emperador Sakuramachi.